# Вир революції
Вир революції — літературно-мистецький збірник, виданий у Катеринославі (нині Дніпро) у липні 1921 року. Його творцями були Валер'ян Поліщук, Петро Єфремов, Валер'ян Підмогильний.
У ньому продовжено лінію попереднього збірника «Гроно»: пошук нових шляхів у мистецтві, що відповідали б духовним запитам революційної доби; обстоювання потреби консолідації літературних сил; заперечення домагань російського Пролеткульту на панування в мистецтві та маніфестів українських футуристів.  Основою для його створення стали тексти В. Поліщука, які він спочатку написав для другого номера журналу літературного угруповання «Гроно» (поема «Бунтар», збірка поезій, стаття «Динамізм у сучасній українській поезії»). До них додано оповідання В. Підмогильного «В епідемічному бараці» та критику П. Єфремова (обговорення віршів «Поет чарів ночі» та «Від ясної панночки до Волта Вітмена», опублікованих під псевдонімами В. Юноші та П. Тромова).
До нього також увійшли вірші В. Чумака, М. Терещенка, Ґ. Шкурупія, оповідання В. Ґадзінського, стаття А. Петрицького «Сучасне мистецтво i живопис» (яка, як і стаття В. Поліщука, присвячена темі розвиток нової революційної поезії та мистецтва).
До альманаху ввійшли твори відомих київських художників. Обкладинку оформив Вячеслав Левандовський, фронтиспис — Марко Кирнарський, віньєтки — Георгій Нарбут.
В альманасі була окрема сторінка для літераторів-початківців під назвою «Робітнича сторінка». Одна з його глав була присвячена бібліографії. У рубриці «Культурна хроніка» розмістили інформацію, серед ін. творів, підготовлених П. Єфремовим до друку.
Бібліографічна рідкість (всього 1440 примірників).